# شهرك زيندانلو (شهرستانة)
شهرك زيندانلو (بالفارسية: شهرک زیندانلو) هي قرية تقع في إيران في قسم شهرستانة الريفي. يقدر عدد سكانها بـ 181 نسمة بحسب إحصاء 2016.